# ミナック・シアター
ミナック･シアター (Minack Theatre) は、イギリスのコーンウォール州、ランズ・エンド近郊のポースカーノにある野外劇場。イギリス人女性ロウェナ・ケイドによって、一人で築かれた。